# Independent Manchester United Supporters' Association
The Independent Manchester United Supporters' Association (IMUSA) er en supporterforening, der støtter den engelske fodboldklub, Manchester United F.C.. 
Gruppen er uafhængig af klubben. Dens primære formål er at repræsentere interesser for klubbens tilhængere, og lette kommunikation mellem direktørerne og klubbens tilgængere. Foreningen blev dannet på et møde på Gorse Hill Hotel i Stretford i april 1995, som en protestgruppe mod politikken om at kunne stå under kampe. 
Gruppen har derudover været imod Glazers overtag af klubben. Gruppen har udover også været imod de stigende billetpriser, som sker over hele England.